# Neill Blomkamp
Neill Blomkamp (IPA: [ˈnil ˈblumkamp]; Johannesburg, 17 settembre 1979) è un regista, sceneggiatore ed effettista sudafricano naturalizzato canadese.
Noto per i suoi film di fantascienza dallo stile quasi documentaristico, cinéma vérité, contenenti effetti speciali fotorealistici ed elementi di critica e satira sociale, nel 2009 Blomkamp è stato inserito da Time tra le 100 persone più influenti al mondo, mentre nel 2011 Forbes l'ha classificato come la 21ª celebrità più potente d'Africa.
Nel 2010 è stato candidato all'Oscar alla migliore sceneggiatura non originale per il suo film d'esordio, District 9, basato su un suo precedente cortometraggio, Alive in Joburg; ha diretto anche i lungometraggi Elysium e Humandroid.

## Biografia
Nato nel 1979 a Johannesburg, in Sudafrica, all'età di sedici anni approda nel mondo degli effetti speciali lavorando per la società Deadtime di Simon Hansen e Sharlto Copley, che diverrà in futuro un suo abituale collaboratore. Due anni dopo, la sua famiglia si trasferisce a Vancouver, dove Blomkamp si iscrive e studia presso la Vancouver Film School.

### Carriera
Verso la fine degli anni novanta, appena ventenne, Blomkamp inizia a lavorare nell'industria cinematografica come animatore digitale in alcuni episodi delle serie televisive Stargate SG-1 e Smallville. Ottiene per la prima volta il ruolo di supervisore dell'animazione 3D nel 2000, con l'episodio pilota della serie televisiva Dark Angel, ruolo che ricopre l'anno seguente per il film La rapina.
Nel 2003 la rivista Popular Science gli commissiona delle illustrazioni fotorealistiche di "aeroplani del futuro" per un articolo intitolato Next Century in Aviation, e nel 2004 un lavoro simile per l'articolo The Future of the Automobile. Successivamente lavora come tecnico degli effetti speciali per la Embassy Visual Effects di Vancouver, così come per la Rainmaker Digital Effects.
La sua carriera come regista inizia dirigendo video musicali e spot pubblicitari per marchi come Citroën, Nike e Adidas. Parallelamente, Blomkamp si dedica nel suo tempo libero a scrivere, dirigere e curare gli effetti speciali di cortometraggi fantascientifici a basso budget finanziati da lui stesso; Tetra Vaal (2003), lo spot per una fittizia compagnia che costruisce poliziotti-robot destinati a far rispettare a legge nei paesi del terzo mondo; Alive in Joburg (2005), un falso documentario su una specie aliena rimasta bloccata a Johannesburg; Tempbot (2006), una parodia su un robot insoddisfatto del suo lavoro da impiegato. Da questi corti emerge già lo stile tipico del regista, con la commistione tra uno stile documentaristico e l'inserimento «uniforme» di effetti speciali fotorealistici.
Nel 2006 dirige per la Adidas Yellow, un cortometraggio su un robot impazzito. L'anno seguente, dirige tre cortometraggi live action ambientati nell'universo della serie di videogiochi Halo, noti collettivamente come Landfall, volti a promuovere l'uscita di Halo 3: per il secondo dei tre lavori, Halo: Combat, Blomkamp vincerà la Palma d'oro per il miglior cortometraggio al Festival di Cannes 2008.

#### Il successo conDistrict 9
Grazie ai suoi cortometraggi, viene notato dal regista Peter Jackson, all'epoca scelto come produttore della trasposizione cinematografica di Halo, che lo propone come regista del progetto. Dopo numerosi screzi tra la 20th Century Fox e Blomkamp e l'aumentare della spesa preventiva, con problemi relativi alla ripartizione degli introiti tra produttori, la produzione del film viene sospesa.
Jackson decide allora di produrre un altro progetto per la regia di Blomkamp, il lungometraggio fantascientifico District 9, adattando il corto Alive in Joburg e utilizzandovi il medesimo stile. Il film esce nel 2009 preceduto da un'estensiva campagna virale e si dimostra un grande successo di pubblico e di critica, incassando oltre 200 milioni di dollari a fronte di un budget di appena 30 milioni e venendo candidato a quattro premi Oscar nel 2010, tra cui quello per il miglior film. Blomkamp riceve una candidatura per la miglior sceneggiatura non originale, scritta assieme alla moglie Terri Tatchell.
Nel 2009 la rivista Time lo inserisce nella sua lista annuale delle 100 persone più influenti al mondo, nella categoria "artisti". Nel 2011 la rivista Forbes lo inserisce nella classifica delle 40 celebrità più potenti d'Africa, posizionandolo al 21º posto, davanti alla musicista algerina Souad Massi e dietro al cantante congolese Koffi Olomide.

#### Progetti successivi
La produzione del suo secondo lungometraggio fantascientifico, intitolato Elysium, comincia nel 2011, con nel cast Matt Damon e Jodie Foster. Nonostante la presenza di tematiche ed elementi stilistici simili, la critica non rimane impressionata come con il precedente film del regista ed è di pareri tiepidi. Il film riscuote comunque un discreto successo al botteghino, seppur non comparabile a quello di District 9 per via del proprio budget, di oltre sei volte maggiore.
Nell'aprile del 2013, Blomkamp inizia la produzione di un nuovo lungometraggio, Humandroid, basato sul proprio corto del 2004 Tetra Vaal. Interpretato da Dev Patel, Hugh Jackman e Sigourney Weaver, il film ottiene risultati soddisfacenti al botteghino (anche grazie a un budget più ristretto del precedente), ma viene pesantemente stroncato dalla critica.
Parallelamente alla produzione di Humandroid, Blomkamp lavora ad un potenziale quinto capitolo della saga di Alien, con la Weaver nuovamente nel ruolo di Ellen Ripley ed ambientato dopo Aliens - Scontro finale senza tenere conto del terzo e quarto capitolo. Il film viene annunciato ufficialmente nel febbraio 2015, prima di venire sospeso a tempo indeterminato nell'ottobre dello stesso anno, in favore di Alien: Covenant, secondo prequel della saga diretto da Ridley Scott. Dopo mesi di silenzio stampa, agli inizi del 2017 sia Blomkamp che Scott ufficializzano la notizia della cancellazione del progetto.
Nel 2017 Blomkamp annuncia la creazione della propria casa di produzione cinematografica, la Oats Studios, su cui stava lavorando dal 2015. Attraverso di essi il regista realizza una serie di cortometraggi e altro materiale prevalentemente di fantascienza e sperimentali, godendo del totale controllo creativo su tutti gli aspetti della produzione. Al fine di godere di un rapporto più stretto coi fruitori, i progetti vengono distribuiti gratuitamente attraverso piattaforme online con YouTube e Steam, permettendo agli utenti di scaricare a pagamento e fare proprio materiale di vario genere come i file 3D usati nella creazione di effetti speciali, frammenti del girato o della narrazione degli attori e la colonna sonora, rielaborandoli. Il primo cortometraggio del Volume 1 del progetto è stato Rakka, con protagonista Sigourney Weaver.
Nel 2022 con Gunzilla Games, collabora allo sviluppo della storia e realizzazione di trailers cinematografici di Off the Grid un videogioco battle royale ambientato in un mondo cyberpunk.

## Vita privata
Blomkamp è sposato con la sceneggiatrice canadese Terri Tatchell, conosciuta all'epoca in cui lui lavorava alla Rainmaker Digital Studios. Insieme, i due hanno scritto Yellow, District 9 e Humandroid. Blomkamp e Tatchell risiedono a Vancouver assieme alla loro figlia, Cassidy.

## Filmografia

### Regista

#### Lungometraggi
- District 9 (2009)
- Elysium (2013)
- Humandroid (Chappie) (2015)
- Demonic (2021)
- Gran Turismo - La storia di un sogno impossibile (Gran Turismo) (2023)

#### Cortometraggi
- Tetra Vaal (2004)
- Alive in Joburg (2005)
- Tempbot (2006)
- Yellow (2006)
- Halo: Landfall (2007)
- Crossing the Line (2008) - coregia con Peter Jackson
- The Escape (2016)
- Rakka (2017)
- Firebase (2017)
- God: Serengeti (2017)
- God: City (2017)
- Cooking with Bill: Damasu 950 (2017)
- Cooking with Bill: Sushi (2017)
- Cooking with Bill: PrestoVeg (2017)
- Cooking with Bill: Smoothie (2017)
- Zygote (2017)
- Kapture: Fluke (2017)
- ADAM: The Mirror (2017)
- Praetoria (2017)
- Gdansk (2017)
- Lima (2017)
- Off the Grid - Switcher Part 1 (2022)

#### Video musicali
- Art of Dying - Day Survive (2001)

#### Spot pubblicitari
- Nike - Crab (2003)
- Nike - Evolution (2004)
- Citroën C4 - Alive with Technology (2004)
- Gatorade - Rain (2006)

### Sceneggiatore
- Tetra Vaal - cortometraggio (2004)
- Alive in Joburg - cortometraggio (2005)
- Yellow - cortometraggio (2006)
- District 9 (2009)
- Elysium (2013)
- Humandroid (Chappie) (2015)
- The Escape - cortometraggio (2016)
- Rakka - cortometraggio (2017)
- Firebase - cortometraggio (2017)
- Zygote - cortometraggio (2017)
- Demonic (2021)

### Effetti visivi

#### Cinema
- La rapina (3000 Miles to Graceland), regia di Demian Lichtenstein (2001)
- Tetra Vaal - cortometraggio (2004)
- Alive in Joburg - cortometraggio (2005)
- Yellow - cortometraggio (2006)

#### Televisione
- Stargate SG-1 - serie TV (1998)
- First Wave - serie TV (1998)
- Mercy Point - serie TV (1998)
- Aftershock - Terremoto a New York (Aftershock: Earthquake in New York) - miniserie TV, regia di Mikael Salomon (1999)
- Dark Angel - serie TV, episodio 1x01 (2000)
- Smallville - serie TV (2001)

#### Video musicali
- Art of Dying - Day Survive (2001)

### Produttore
- Tetra Vaal - cortometraggio (2004)
- Elysium (2013)
- Humandroid (Chappie) (2015)
- Oats Studios - cortometraggi (2020)

### Montatore
- Tetra Vaal - cortometraggio (2004)

## Premi e riconoscimenti
- 2000 - Candidato all'Emmy per i migliori effetti speciali per Aftershock - Terremoto a New York
- 2001 - Candidato all'Emmy per i migliori effetti speciali per Dark Angel
- 2009 - Candidato al Satellite Award per il miglior regista per District 9
- 2009 - Candidato al Satellite Award per la miglior sceneggiatura non originale per District 9
- 2010 - Candidato al Golden Globe per la migliore sceneggiatura per District 9
- 2010 - Candidato all'Oscar alla migliore sceneggiatura non originale per District 9
- 2010 - Candidato al BAFTA al miglior regista per District 9
- 2010 - Candidato al BAFTA alla migliore sceneggiatura non originale per District 9
- 2010 - Candidato al Saturn Award per la miglior regia per District 9
- 2010 - Candidato al Saturn Award per la miglior sceneggiatura per District 9
- 2010 - Candidato all'Empire Awards per il miglior regista per District 9
- 2010 - Candidato al Premio Hugo per la miglior rappresentazione drammatica, forma lunga per District 9